# The Word (brano musicale)
The Word è una canzone dei Beatles scritta da John Lennon e Paul McCartney. Appare nell'album Rubber Soul del 1965.

## Il brano
La canzone è nota perché è il primo brano dei Beatles scritto sotto influsso di droga, per l'esattezza marijuana. È anche la loro prima canzone che parla dell'amore come un sentimento collettivo, idea che ricorrerà molto spesso sia nelle loro future canzoni che nelle loro carriere soliste. Paul McCartney lo considera un tentativo di scrivere una canzone con una sola nota: ciò può essere stato fatto sia per ispirazione alla musica indiana che a dei classici rock and roll come Long Tall Sally di Little Richard. È nella tonalità di Re maggiore.
Viene cantata a tre voci da John Lennon, Paul McCartney e George Harrison; solamente il bridge è cantato dal solo Lennon. La canzone è arricchita da un assolo di armonium, suonato da George Martin.

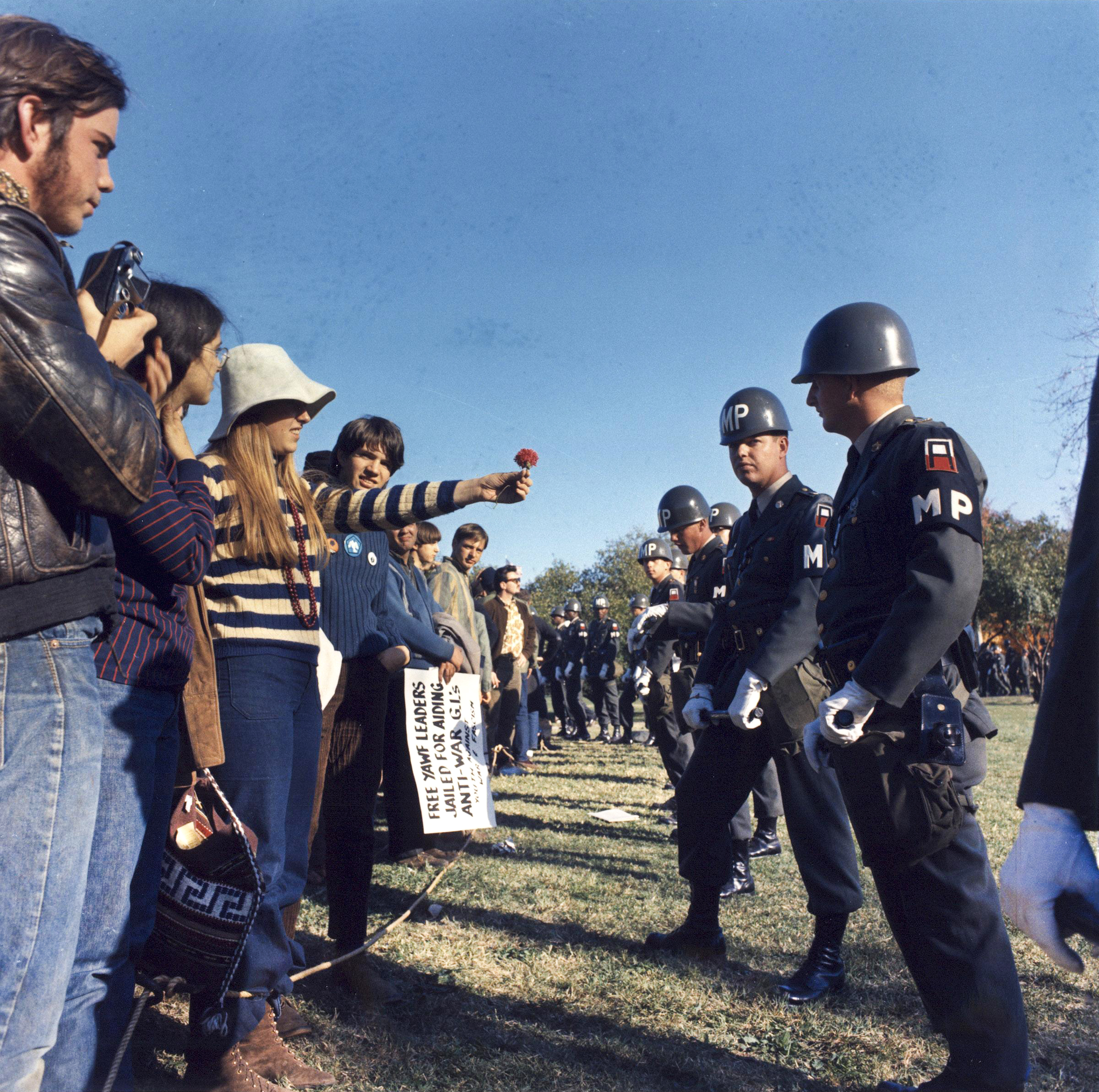
The Word anticipa gli ideali pacifisti del movimento hippy di fine anni sessanta.

Secondo quanto dichiarato dallo stesso John Lennon, The Word illustra la presa di coscienza collettiva da parte dei Beatles e la fine del loro periodo "adolescenziale", di fatto costituito da canzoni d'amore che raccontavano semplici storie di ragazzi e ragazze, per trattare temi più universali. Evidente anticipazione di All You Need Is Love, composta e registrata due anni più tardi, è un prototipo della concezione dell'amore inteso in modo più ampio, quasi da un punto di vista religioso.

## Formazione

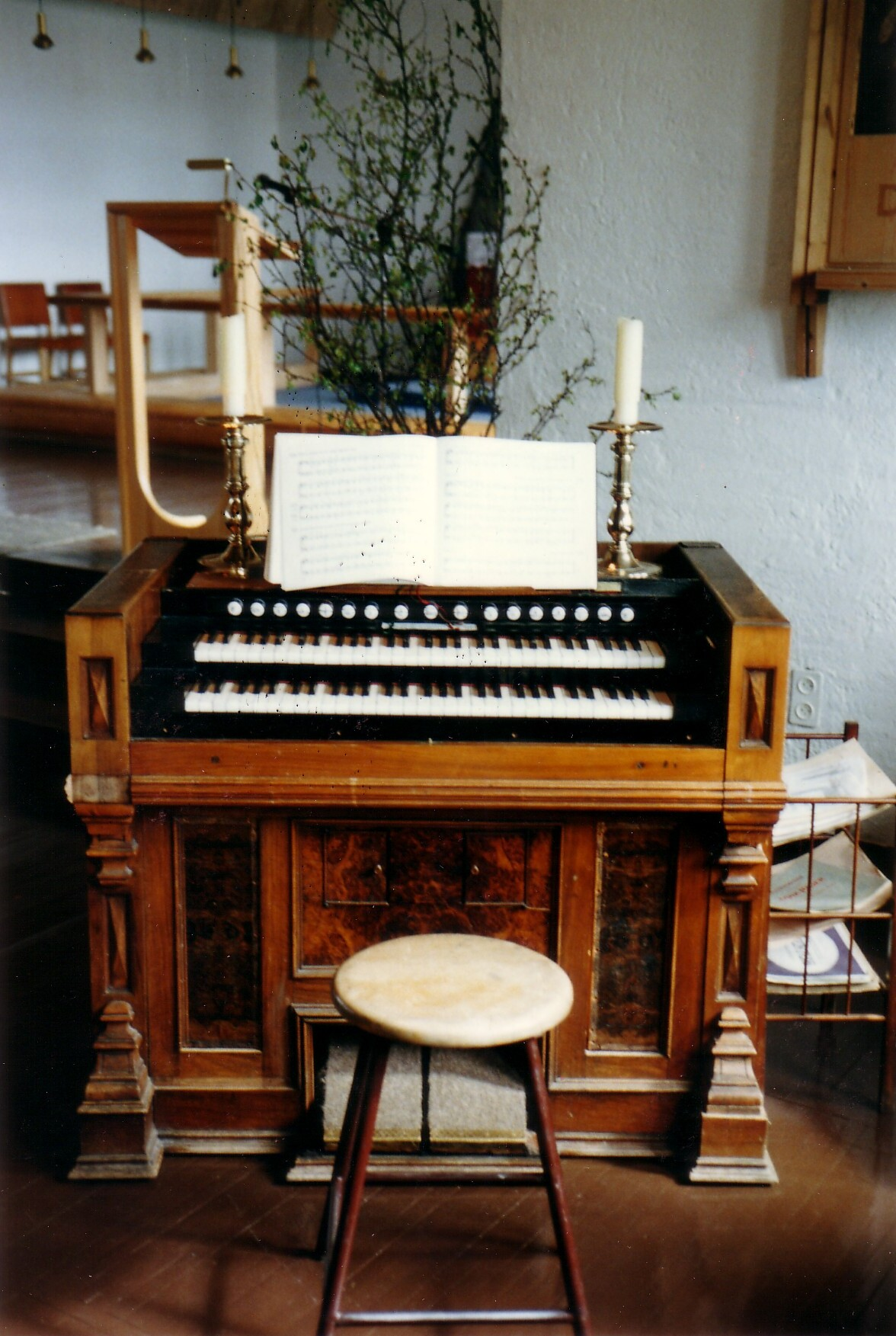
Un armonium

- John Lennon: voce, chitarra ritmica
- Paul McCartney: voce, basso elettrico
- George Harrison: voce, chitarra solista raddoppiata
- Ringo Starr: batteria, maracas
- George Martin: armonium